# ویکتوریا، مالت
ویکتوریا 
(به مالتی: Victoria) شهری در ناحیهٔ گوزو و کومینو واقع در کشور مالت است که در سال ۱۹۹۵ میلادی ۶٫۵۲۴ نفر جمعیت داشته اما جمعیت آن در سال ۲۰۰۵ میلادی ۶٫۴۱۴ نفر بوده‌است.